# 기독교 연표
기독교의 연표는 현재 세계 대부분의 국가가 사용하고 있는 서력기원에 그 근원을 두고 있다.
그레고리력에서 예수 그리스도가 탄생한 것을 서력기원 0년으로 정하여 날짜를 정하였다. 그러나 현대 대부분의 학자들은 기원전 6년에서 기원전 4년로 추측 하고 있다.

## 요약

### 신구약 중간기
- 기원전 167년 - 기원전 160년 유다 마카베오가 마카베오의 반란을 일으키다.
- 기원전 164년 예루살렘 성전에서 유대인들의 예배가 복원되며 성전은 정화되었고, 안티오코스 4세가 세운 우상들은 파괴되었다.
- 기원전 140년 시몬 마카베오의 주도로 하슈모나이 왕국이 성립되다.
- 기원전 67년 하슈모나이 왕국이 로마의 종속국이 되었다.
- 기원전 46년 율리우스 카이사르는 율리우스력을 제정했다.
- 기원전 40년 안티파터의 아들인 이두메인 헤로데 대왕은 로마 원로원에 의해 "유대인의 왕"으로 지명되었다.
- 기원전 37년 헤로데 대왕이 유대의 왕으로 집권을 시작하다.
- 기원전 27년 옥타비우스가 로마 원로원과의 합의의 결과로 사실상의 로마의 황제가 되다.
- 기원전 26년 - 기원전 7년 갈릴래아에서 봉기 사태가 발생하다.[1]
- 기원전 20년 헤로데 대왕은 제2 성전의 대대적인 보수와 확장을 시작한다.
- 기원전 10년 바리사이파 지도자인 장로 힐렐이 죽다.
- 기원전 6년 헤로데 아르켈라오스가 사마리아, 유대, 에돔을 합병하여 로마의 직할령으로 설립하다,[2]

### 예수 그리스도의 생애
- 기원전 6년경 - 기원전 4년경 예수 그리스도가 탄생하시다.  헤로데 왕국의 헤로데 대왕이 죽다.
- 6년 유대가 로마의 속주가 되다.
- 6년 시리아 총독 퀴리니우스가 인구조사를 실시하다.
- 14년 로마 제국의 황제 아우구스투스가 죽고, 양자 티베리우스가 즉위하다.
- 18년 가야바가 유대의 총독 발레리우스 그라투스의 의해 예루살렘 성전 대제사장으로 임명되다.
- 19년 유대인들이 로마에서 추방당하다.[3]
- 26년 폰티우스 필라투스가 유대의 총독으로 임명되다.
- 28년경 세례자 요한이 사역을 시작하다.

- 28년경 - 30년경 예수 그리스도가 3년 동안 공생애를 하시다가 십자가의 못박혀 죽으시고, 3일만에 부활하시며, 이후 하늘로 승천하시다.

### 사도 시대
- 30년경 새로운 사도 맛디아를 뽑다. 오순절에 성령이 예루살렘 교회에 강림하시다.
- 30년경 스데반이 돌에 맞아 순교하다.
- 30년경 사울이 다마스쿠스에 가다가 길에서 회심하다
- 34년 베드로가 안티오키아의 초대주교로 서품되다.
- 35년경 안티오키아에서 처음으로 그리스도인이라는 이름이 불러지다.
- 36년 폰티우스 필라투스가 악정으로 소환되다.
- 37년 가야바가 대제사장에서 퇴위하다.
- 38년 안드레가 비잔티움의 초대주교로 서품되다.
- 41년 바울이 제1차 예루살렘 방문하다.
- 44년 야고보가 기독교인을 박해하던 헤로데 아그리파 1세에 의해 순교하다. 헤로데 왕국의 헤로데 아그리파 1세가 죽다.
- 46년경 - 48년경 바울과 바나바가 소아시아에서 1차 선교여행을 하다.
- 48년 헤로데 아그리파 2세가 헤로데 왕국의 왕으로 임명되다.
- 48년경 최초 공의회인 예루살렘 공의회가 열리다. 바울이 제2차로 예루살렘을 방문하다.
- 49년 - 53년 바울이 바나바와 결별 후 소아시아와 그리스에서 선교여행을 하다.
- 49년 클라우디오 황제가 로마에서 유대인들을 추방하다.[4]
- 52년경 토마가 인도의 상륙하다.
- 53년경 - 56년경 바울이 선교여행을 하다.
- 58년경 바울이 가이사랴에 2년 동안 구금되다.
- 60년 - 62년 바울이 로마로 송환되다.
- 63년 아리스토불로가 브리튼의 초대 주교로 서품되다.
- 66년 - 73년 제1차 유대-로마 전쟁이 일어나다.
- 67년경 네로 황제 치하의 로마 대화재로 바울과 베드로, 많은 기독교인들이 순교하다. 리노가 베드로를 이어 로마 주교로 서품되다.
- 68년 원로원으로부터 "국가의 적"이된 네로 황제가 로마를 탈출 후 자살하다.
- 69년 안티오키아의 주교 에보디우스를 이어 이그나티우스가 안티오키아의 주교로 서품되다.[5]
- 70년 로마군이 예루살렘을 함락하고 예루살렘과 성전이 파괴되다.
- 71년 마가가 기독교를 이집트에 전파하다.
- 74년 마사다가 로마군에게 함락되다.
- 77년 로마의 주교 리노에 뒤를 이어 아나클레토가 로마의 주교로 서품되다.
- 88년 클레멘스 1세가 로마의 주교로 서품되다.
- 89년 철학자와 점성가들을 로마에서 추방하다.
- 90년 얌니아 회의에서 유대교가 기독교와 관계를 단절하고, 경전의 정경 범위를 규정하는 의결을 내렸다.
- 90년경 도미티아누스 황제의 기독교 박해가 시작되다.
- 95년 요한이 밧모섬에 유배되다.
- 96년 요한은 도미티아누스가 암살되자 사면되어 에베소로 귀환하다.
- 100년경 요한이 에베소에서 선종하다. 요한의 선종을 마지막으로 사도 시대가 막을 내렸다.

### 니케아 공의회 이전 시대
- 107년경 안티오키아의 주교 이그나티우스가 로마에서 순교하다. 예루살렘 주교 시므온이 십자가에 못박혀 순교하다.
- 112년경 비티니아 총독 소플리니우스는 트라야누스 황제에게 기독교인에 대한 보고서를 작성하였다.
- 130년경 유스티누스가 기독교로 개종하다.
- 132년 - 135년 유대 속주에서 바르 코크바의 반란이 일어나다.

## 같이 보기
- 그리스도 신화론
- 성경